# Judd Gregg
Judd Alan Gregg (Nashua, 14 febbraio 1947) è un politico e avvocato statunitense, senatore per lo stato del New Hampshire dal 1993 al 2011 ed in precedenza 76° governatore dello stesso stato dal 1989 al 1993. Membro del Partito Repubblicano, ancor prima, Gregg ha servito come membro della Camera dei Rappresentanti per lo stato del New Hampshire dal 1981 al 1989 e come membro del Consiglio Esecutivo dello stesso stato dal 1979 al 1981.

## Biografia
Nato a Nashua, nel New Hampshire, Gregg è figlio di Catherine Warner Gregg e Hugh Gregg, che fu governatore del New Hampshire dal 1953 al 1955. Gregg si laurea alla Phillips Exeter Academy nel 1965 e successivamente alla Columbia University nel 1969. Inoltre, Gregg ottiene alla Boston University School of Law un Juris Doctor nel 1972 e un Master of Laws nel 1975.

## Carriera politica

### Consigliere statale e membro della Camera dei Rappresentanti (1979-1989)
Gregg decide di entrare in politica nel 1978 con il Partito Repubblicano, candidandosi per il distretto 5 al Consiglio Esecutivo del New Hampshire. Risultato eletto, assume le funzioni di consigliere nel 1979, mantenendole fino al 1981. Nel 1980, infatti, Gregg decide di candidarsi alla Camera dei Rappresentanti per il secondo distretto congressuale del New Hampshire, risultando eletto e successivamente rieletto nelle elezioni del 1982, 1984 e 1986. Gregg serve dunque alla Camera dei Rappresentanti dal 3 gennaio 1981 al 3 gennaio 1989.

### 76° Governatore del New Hampshire (1989-1993)
Gregg rifiuta di ricandidarsi alle elezioni del 1988 per la Camera dei Rappresentanti, optando invece per la candidatura a governatore del New Hampshire. Vinte facilmente le elezioni primarie interne al Partito Repubblicano, Gregg riesce ad essere eletto anche alle elezioni governatoriali, sconfiggendo l'avversario del Partito Democratico e assumendo le funzioni di governatore il 4 gennaio 1989. Rieletto nelle elezioni del 1990, Gregg ricopre l'incarico fino al 3 gennaio 1993. Durante l'amministrazione di Gregg, lo stato del New Hampshire ha avuto un bilancio largamente positivo, con un surplus finanziario pari a 21 milioni di dollari, successo in larga parte attribuito a Judd Gregg.

### Senatore per lo stato del New Hampshire (1993-2011)
Nel 1992, Gregg decide di candidarsi per il seggio del Senato per il New Hampshire di classe 3 lasciato vacante dal repubblicano Warren Rudman, che aveva già occupato per due mandati. Sconfisse l'avversario del Partito Democratico John Rauh e diviene senatore dal 3 gennaio 1993. Gregg viene rieletto per un secondo mandato nel 1998, dopo aver sconfitto George Condodemetraky. Si candida per un terzo mandato nel 2004 sconfiggendo l'attivista per il finanziamento delle campagne elettorali Doris Haddock , allora 94enne candidata democratica, con il 66% dei voti contro il 34%. Gregg ricopre la carica di senatore dal 3 gennaio 1993 al 3 gennaio 2011, quando viene sostituito dall'ex procuratrice generale del New Hampshire Kelly Ayotte, che in seguito ricoprirà anche la carica di governatrice. Durante la propria permanenza al Senato, Gregg ha ricoperto altresì le cariche di Presidente della Commissione Sanità dal 2003 al 2005 e quella di Presidente della Commissione Bilancio dal 2005 al 2007. Ideologicamente, Gregg si è sempre configurato come un repubblicano moderato, con posizioni fiscalmente conservatrici e molto moderate sulle politiche sociali e dei diritti civili, tranne l'aborto, di cui Gregg è un oppositore.

### Nomina fallita a Segretario del Commercio (2009)
Il 2 febbraio 2009, diversi quotidiani statunitensi riportano che Gregg avrebbe accettato la nomina a Segretario del Commercio nell'amministrazione del Presidente degli Stati Uniti d'America Barack Obama. Inoltre, se Gregg avesse poi accettato formalmente l'incarico e fosse poi stato confermato con voto del Senato, il suo seggio senatoriale sarebbe dovuto essere occupato almeno fino al 2010 da una figura nominata dal governatore del New Hampshire, che in quel periodo era John Lynch, membro del Partito Democratico. Gregg aveva indicato a Lynch di nominare un membro del Partito Repubblicano per il seggio senatoriale, che secondo alcune indiscrezioni sarebbe stata Bonnie Newman, ex capa dello staff di Gregg.
Tuttavia, 10 giorni dopo, il 12 febbraio 2009, Gregg decide di ritirare il proprio nome dalla considerazione a Segretario del Commercio poiché Barack Obama e i propri consiglieri avevano deciso di scorporare la gestione dell'ufficio dei censimenti dal Dipartimento del Commercio, decisione che Gregg non aveva condiviso. La leadership repubblicana al Senato aveva chiesto di reincorporare la gestione dell'ufficio o altrimenti ritirare la nomina di Gregg, fatto poi avvenuto e che ha permesso a Gregg di servire un mandato regolare da senatore fino al 2011. La nuova nomina a Segretario del Commercio è stata poi trovata nella figura dell'ex governatore dello stato di Washington Gary Locke, entrato in carica il 26 marzo 2009.

## Vita privata
Gregg è membro della chiesa congregazionista ed è sposato con Kathleen MacLellan Gregg, con cui ha tre figli: Molly, Sarah e Joshua.